# Deuces
Deuces ist ein Lied des US-amerikanischen Sängers Chris Brown. Die Musiker Kevin McCall und Tyga treten dabei als Gastmusiker in Erscheinung, wobei McCall auch als Produzent fungierte. Am 25. Juni 2010 veröffentlichte man den Titel als erste Single aus dem gemeinsamen Mixtape von Brown und Tyga, Fan of a Fan. Es erreichte daraufhin Platz 14 der Billboard Hot 100. Der Song wurde später für das im März 2011 erschienene vierte Studioalbum von Brown wiederverwendet.

## Hintergrund
Das Lied, welches von Brown, McCall und Tyga geschrieben worden ist, wurde in den In Your Ear Studios in Richmond, Virginia, aufgenommen. Am 10. Mai, eine Woche vor der Veröffentlichung des Mixtapes Fan of a Fan, leakte das Lied. Der Titel wurde 2011 für Browns viertes Studioalbum F.A.M.E. wiederverwendet.

## Veröffentlichung
Der Titel wurde am 25. Juni 2010 als erste Singleauskopplung aus dem gemeinsamen Mixtape von Tyga und Brown, Fan of a Fan, veröffentlicht. Er ist seitdem nur als Download erhältlich. Der Song No Bullshit, welcher später auch als zweite Single des Mixtapes diente, war als B-Seite ebenfalls in der Veröffentlichung enthalten. Am 2. November 2010 wurde eine sogenannte Digital Remix EP veröffentlicht, welche fünf unterschiedliche Remixversionen der Single enthielt, nicht jedoch die Originalversion mit Tyga und Kevin McCall.
- Deuces (feat. Drake & Kanye West)
- Deuces (feat. T.I. & Rick Ross)
- Deuces (feat. Fabolous & André 3000)
- Deuces (feat. Drake, Kanye West & André 3000)
- Deuces (feat. Drake, T.I., Kanye West, Fabolous, Rick Ross & André 3000)

## Musikvideo
Das Musikvideo des Liedes wurde von Colin Tilley, einem US-amerikanischen Musikvideo-Regisseur, gedreht. Es wurde am 24. Mai 2010 veröffentlicht, am gleichen Tag wie das Video des Titels No Bullshit, ein anderer Song, welcher auf dem Mixtape zu finden ist. Tilley fungierte bei beiden Clips als Regisseur.
Das Video wurde in Schwarz-Weiß gedreht, der mit Graffiti überzogene Hintergrund des Los Angeles Rivers diente dabei als Kulisse. In dem Clip sieht man Brown, wie er allein tanzt. Später kommen auch Tyga und McCall dazu, sie posieren dann zu dritt gemeinsam für die Kamera.

## Rezeption
Einige Rezensenten äußerten in ihren Bewertungen den Gedanken, dass das Lied sich thematisch mit der Beziehungen von Brown und seiner Exfreundin Rihanna auseinandersetzen könnte. In der Rezension der USS Today war man der Meinung, dass Brown mit diesem Lied in die „nächste Phase aufbreche“. Joanne Dorken, die eine Bewertung für das britische MTV verfasste, schrieb, dass das Lied eine „gute Plattform für Brown ist, um mit seiner seidenglatten Stimme zu prahlen.“ Mesfin Fekadu von ABC News nannte den Titel „einen der besten Songs von 2010“.

## Kommerzieller Erfolg

### Chartplatzierungen
In den USA stieg die Single auf Position 87 in die Charts ein, in der darauffolgenden Woche fiel sie dann auf Platz 96. Nach sieben Wochen platzierte sich der Song erstmals in den Top-50 der Billboard Hot 100 (Platz 39). Drei Wochen später, im September, erreichte er erstmals eine Top-20-Platzierung. Im Oktober erlangte das Lied nach 14 Wochen mit Platz 14 seine Höchstplatzierung, ehe es im November wieder aus den Top-20 herausfiel. Im Vereinigten Königreich stieg das Lied auf Rang 68 der Charts ein, welche es nach nur einer Woche bereits wieder verließ. Bis Januar 2011 wurde rund 1.000.000 CDs allein in den USA verkauft.
| ChartsChartplatzierungen       | Höchstplatzierung | Wochen |
| ------------------------------ | ----------------- | ------ |
| Vereinigte Staaten (Billboard) | 14 (27 Wo.)       | 27     |
| Vereinigtes Königreich (OCC)   | 68 (2 Wo.)        | 2      |

| ChartsJahrescharts (2010)      | Platzierung |
| ------------------------------ | ----------- |
| Vereinigte Staaten (Billboard) | 68          |

### Auszeichnungen für Musikverkäufe
| Land/Region                  | Auszeichnungen für Musikverkäufe (Land/Region, Auszeichnung, Verkäufe) | Verkäufe  |
| ---------------------------- | ---------------------------------------------------------------------- | --------- |
| Neuseeland (RMNZ)            | Platin                                                                 | 30.000    |
| Südkorea (KMCA)              | —                                                                      | 98.826    |
| Vereinigte Staaten (RIAA)    | 4× Platin                                                              | 4.000.000 |
| Vereinigtes Königreich (BPI) | Gold                                                                   | 400.000   |
| Insgesamt                    | 1× Gold · 5× Platin ·                                                  | 4.558.826 |

Hauptartikel: Chris Brown (Sänger)/Auszeichnungen für Musikverkäufe

### Auszeichnungen und Nominierungen
Das Lied war in der Kategorie „Best Collaboration“ für einen Preis bei den BET Awards nominiert, wo es jedoch gegen den Titel Look at Me Now verlor, welches ebenfalls auf Browns Album F.A.M.E. zu finden ist. Bei diesem Song kollaborierte er mit Busta Rhymes und Lil Wayne. Bei den Grammy Awards 2011 war die Single in der Kategorie „Best Rap/Sung Collaboration“ nominiert, wo es abermals verlor. Diesmal unterlag man dem Lied Empire State of Mind der beiden Künstler Jay-Z und Alicia Keys.

## Mitwirkende Personen
Quelle: Album-Booklet
- Songwriter – Christopher Brown, Kevin McCall, Michael Stevenson
- Interpreten – Chris Brown, Kevin McCall (Gastmusiker), Tyga (Gastmusiker)
- Produzent – Kevin McCall
- Abmischung – Brian Springer, Anthony Taglianett (Assistent)